# Paragathotanais typicus
Paragathotanais typicus is een naaldkreeftjessoort uit de familie van de Agathotanaidae. De wetenschappelijke naam van de soort is voor het eerst geldig gepubliceerd in 1971 door Lang.